# William Charles Macready
Pour les articles homonymes, voir Macready.
William Charles Macready, né le 3 mars 1793 et mort le 27 avril 1873, est un acteur anglais de théâtre.

## Évaluation critique
La performance scénique de Macready témoigna toujours d'un sens artistique certain, porté à un haut degré de perfection par une très grande culture[réf. nécessaire] ; même ses rôles les moins réussis présentent l'intérêt qui provient d'une étude intellectuelle approfondie. Il appartenait à l'école de Kean plutôt qu'à celle de Kemble. Il fut d'ailleurs considéré comme le grand rival de Kean, et les deux acteurs rivalisèrent bientôt dans les grands rôles shakespeariens.
Son plus grand rôle, selon de nombreux témoins, fut celui de Lear, qui fut d'ailleurs le seul grand rôle tragique shakespearien où il excella.  
Macready n'avait pas de dons particuliers qui l'aient prédisposé au métier d'acteur, mais les défauts de son visage et de sa silhouette ne semblent pas avoir jamais affecté significativement son succès.